# حسن معاذ فلاته
حسن معاذ فلاته (انگلیسی: Hassan Muath Fallatah؛ زاده ۲۷ ژانویهٔ ۱۹۸۶) یک بازیکن فوتبال اهل عربستان سعودی است.
وی همچنین در تیم ملی فوتبال عربستان سعودی بازی کرده‌است.